# Disseny de senyalètica
El disseny de senyalística té com a finalitat regular les relacions entre els usuaris i els espais. El teòric del disseny Joan Costa defineix la senyalística com "la part de la ciència de la comunicació visual que estudia les relacions funcionals entre els signes d'orientació en els espais i els comportaments dels individus".
L'objectiu principal de la senyalística és informar i orientar de forma clara als usuaris i facilitar la identificació de llocs, itineraris, normes de conducta i serveis que formen part dels espais transitables.